# Прапор Ставищенського району
Пра́пор Стави́щенського райо́ну — офіційний символ Ставищенського району Київської області, затверджений 24 квітня 2003 року рішенням сесії Ставищенської районної ради.

## Опис
Прапор — це прямокутне полотнище, яке поділяється на 3 поля та має традиційні розміри, відношення його ширини і висоти виражається пропорцією 2:3. Дві горизонтальні частини блакитного (верхня) та жовтого (нижня) кольорів рівні за розміром, а третя — малинового кольору у формі рівнобедреного трикутника. Його основою є древкова частина прапора, а висота становить ⅓ довжини прапора.